# Anna Beata Wasilewicz
Anna Beata Wasilewicz (ur. 9 listopada 1949 w Białymstoku) – polska artystka malarka, pedagog.

## Życiorys
Pochodzi z rodziny artystycznej. Była drugim dzieckiem Sabiny Jadwigi z domu Niwińskiej i Włodzimierza Wasilewicza. Ojciec był znanym białostockim portrecistą, malarzem kościelnych i cerkiewnych polichromii oraz projektantem i wykonawcą scenografii różnych wydarzeń. 
Uczęszczała do Technikum Budowlanego Centralnego Związku Spółdzielczości Pracy (CZSP) od 1964. Po ukończeniu szkoły średniej pracowała w biurze projektów jako asystentka-projektantka, a później w dekoratorniach.
Od 1976 studiowała w Instytucie Wychowania Artystycznego Uniwersytetu Marii Curie-Skłodowskiej w Lublinie. Dyplom z malarstwa uzyskała w pracowni prof. Ryszarda Winiarskiego w 1981. Na pracę dyplomową składał się cykl obrazów zatytułowanych „Okno”.
Następnie podjęła pracę jako nauczycielka plastyki w Szkole Podstawowej nr 24 w Białymstoku, a także jako instruktorka plastyki w białostockich klubach.

## Twórczość
Od 1983 zajmuje się niezależną pracą artystyczną. Jest członkiem Związku Polskich Artystów Plastyków (ZPAP).
Tworzy głównie obrazy na dużym formacie w technice pasteli olejnych, stosując różne modyfikacje – nakładanie wielu warstw koloru, przecieranie, wycinanie. Jej syntetyczne, kolorystyczne prace to zapis emocji połączony z fragmentami tekstów.
W jej dorobku twórczym znajdują się krzyże i obrazy wykonane temperą, farbami olejnymi, pastelami olejnymi. Jej prace znajdują się w zbiorach prywatnych w kraju i za granicą.

## Wrażliwość artystyczna
W związku z wystawą w ramach Roku Białostockich Artystów 2014 w Galerii im. Sleńdzińskich, Elżbieta Korol opisała twórczość Beaty Wasilewicz jako balansującą między trzema określeniami: synteza – kolor – religia.
Świadome uproszczenia, przekształcenia i rekombinacje obrazów, jakie stosuje artystka, prowadzą do powstania światów ponadczasowych o bardzo intymnym, a czasem transcendentnym charakterze.
Poetyka jej malarstwa jest bardzo stabilna. Niezależnie od tematu przedstawienia w twórczości artystki widoczny jest wpływ ikony. Widać wyraźnie wewnętrzne zasady, jakie ze sobą niesie kanon, przejawiający się głównie w pozornej prostocie, płaszczyznowych deformacjach, ukrywających metaforyczną treść. Jej malarstwo, podobnie jak ikona, nie jest jedyne ilustracją – staje się pretekstem do podjęcia tematów metafizycznych.
Konstrukcja prac artystki jest zdecydowana, opiera się w większości na układzie: część ziemska – przestrzeń – część mistyczna. Wyraźna czytelność nie narzuca jednak jednoznacznej interpretacji. Nic nie jest przypadkowe, a mimo to istnieje wrażenie wolności.
Obrazy Beaty Wasilewicz prowokują do podróży w wewnętrzy świat emocji, wrażeń i doświadczeń. Jest beneficjentką szeregu stypendiów oraz laureatką wielu nagród, wyróżnień i dyplomów uznania.

## Wystawy indywidualne
- 1979 – Uniwersytecka Wiosna Plastyczna, Lublin
- 1981 – Malarstwo Grupy Anex
- 1984 – Malarstwo, BWA, Nowy Sącz
- 1984 – Malarstwo, BWA, Łomża
- 1988 – Malarstwo, Galeria ART PP Sztuka Polska, Białystok
- 1991 – Malarstwo, Beletage, Wiedeń
- 1995 – Malarstwo, Foyer Teatru Dramatycznego im. A. Węgierki, Białystok
- 1995 – Malarstwo, Galeria POSK, Londyn
- 1995 – Malarstwo, Galeria Marszand, Białystok
- 1996 – Malarstwo, BWA, Nowy Sącz
- 2000 – Malarstwo, Galeria Brama, Warszawa
- 2001 – Malarstwo, Muzeum Rzeźby Alfonsa Karnego, Białystok
- 2002 – Malarstwo, Galeria i Ośrodek Plastycznej Twórczości Dziecka, Toruń
- 2002 – Malarstwo, Galeria Chłodna 20, Suwałki
- 2008 – Malarstwo, „Ojciec i Córka”, Galeria im. Sleńdzińskich, Białystok[11]
- 2009 – Malarstwo, „Ojciec i Córka”, Galeria im. Sleńdzińskich, Białystok
- 2011 – Malarstwo, Foyer Opery i Filharmonii, Białystok
- 2012 – Malarstwo, Nauczycielski Klub Literacki, Białystok
- 2014 – Malarstwo, Galeria im. Sleńdzińskich, Białystok[12]
- 2019 – Malarstwo, „Sny, widzenia i przywidzenia”[13], Galeria im. Sleńdzińskich, Białystok
- 2024 – Benefis, Galeria im. Sleńdzińskich Białystok[14].

## Wystawy zbiorowe
- 1984 – Ogólnopolska Wystawa Malarstwa X Jesienne Konfrontacje, Rzeszów
- 1984 – II Wystawa Sztuki Religijnej, Białystok
- 1985 – Ogólnopolska Wystawa Cztery pory roku, Szczecinek
- 1986 – Ogólnopolski Salon Plastyki, Radom
- 1987 – VII Ogólnopolska Wystawa Malarstwa, Rzeźby, Medalierstwa Przeciw wojnie – Lublin-Majdanek
- 1989 – Środowiskowa Wystawa Malarstwa ZPAP, Klub Dziennikarzy, Białystok
- 1990 – Środowiskowa Wystawa Malarstwa ZPAP – Muzeum Okręgowe – Białystok
- 1991 – V Ogólnopolski Konkurs na Obraz, Grafikę i Rysunek z cyklu Cztery pory roku, Szczecinek
- 1993 – Międzynarodowa Wystawa-Aukcja, Mały Salon Zachęty, Warszawa
- 1994 – II Wystawa Środowiskowa Członków ZPAP, BWA Białystok
- 1996 – VI Ogólnopolska Wystawa, Muzyka w malarstwie, Tychy
- 1997 – 3 Biennale Małych Form Malarskich, Toruń ’97
- 1997 – Triennale Z martwą naturą, Sieradz ’97
- 1998 – Biały salon sztuk pięknych, Arsenał ’98, Białystok[15]
- 1998 – VII Ogólnopolska Wystawa Muzyka w malarstwie, Tychy ’98
- 1998 – II Jesienny Salon Plastyki, Ostrowiec Świętokrzyski ’98
- 2001 – Triennale Biały salon sztuk pięknych, Galeria Arsenał, Białystok
- 2004 – Triennale Biały salon sztuk pięknych, Galeria Arsenał, Białystok
- 2009 – ONE wystawa malarstwa, Galeria im. Sleńdzińskich, Białystok
- 2010 – ONE wystawa malarstwa, Galeria „Chłodna”, Suwałki
- 2012 – Noc Muzeów, Sanktuarium Matki Bożej Łaskawej, Warszawa
- 2023 – Śladami - pozostało pamiętać, Galeria im. Sleńdzińskich, Białystok[16].

## Cykle prac
Dyplom „Okno” (1981); Szpital (1983-2001); Tempery (1994-2001); Tatry (1994); Londyn (1995-1996); Krzyże (1995-2001); Strefa graniczna (1997); Zapisano w księdze wspomnień (1998); Rozważania klasztorne (1998-1999); …2000; Anioły; Sny (2005); Dekalog (2006); Światłem wyróżnieni (2007); Krajobraz z ptakiem, błaznem i aniołami (2007-2013); Oswajanie śmierci (2008); Mistrz i Małgorzata (2010); Tęsknoty (2011); Dom (2011); Górzysta Kraina (2013); Lwów (2013); Kapelusze (2013); Ci z Błękitu (2014); Poza cyklami (wiele prac).